# Ogan
Ogan är en sjö i Södertälje kommun i Södermanland och ingår i Tyresån-Trosaåns kustområde. Sjön är 6,6 meter djup, har en yta på 0,553 kvadratkilometer och befinner sig 35,2 meter över havet. Sjön avvattnas av vattendraget Ogaån.

## Delavrinningsområde
Ogan ingår i det delavrinningsområde (655458-159581) som SMHI kallar för Mynnar i Moraån. Medelhöjden är 55 meter över havet och ytan är 30,46 kvadratkilometer. Det finns ett avrinningsområde uppströms, och räknas det in blir den ackumulerade arean 31,33 kvadratkilometer. Ogaån som avvattnar avrinningsområdet har biflödesordning 2, vilket innebär att vattnet flödar genom totalt 2 vattendrag innan det når havet efter 6,3 kilometer. Avrinningsområdet består mestadels av skog (58 procent), öppen mark (11 procent) och jordbruk (22 procent). Avrinningsområdet har 0,73 kvadratkilometer vattenytor vilket ger det en sjöprocent på 1,2 procent. Bebyggelsen i området täcker en yta av 3,48 kvadratkilometer eller 6 procent av avrinningsområdet.